# Rubus peruncinatus
Rubus peruncinatus — вид квіткових рослин родини трояндових (Rosaceae).

## Поширення
Поширення: Вірменія, Туреччина.
В Україні росте у гірському Криму, зрідка; раніше вид наводився під назвою Rubus × troitzkyi Juz..